# Курочка (заказник)
Ку́рочка  — ботанічний заказник місцевого значення. Розташований у селі Збараж Козятинського району Вінницької області.
Площа — 50,4 га. Утворений у 1997 р. (Рішенням Вінницької обласної ради від 28.03.1997 р.). Перебуває у віданні СФГ «Прогрес».
Заказник включає заплаву та схили південно-східної експозиції р. Десна крутизною 10-12°.  Ділянка лугово-болотної рослинності, серед якої є рідкісні види: латаття біле, валеріана лікарська, аїр тростиновий, плавун булавоподібний, перстач гусячий, іван-чай вузьколистий.